# オニヤンマ科
オニヤンマ科（オニヤンマか、Cordulegastridae）は、トンボ目・トンボ亜目の一科。ミナミヤンマ科と近縁で、ともにオニヤンマ上科に分類されている。

## 特徴
大柄で頑丈な姿のトンボ。左右の複眼は中央でしっかりと接してはおらず、一点で接するのみ。この点でヤンマ科とは異なり、サナエトンボ科などに似る。もう一つの特徴は下唇の中央に切れ込みがあることである。成虫は黒地に黄色い斑紋を持つものが多く、この体色は成熟による変化が少ない。この点でもヤンマ類とはやや異なる。
幼虫は細長いヤゴで、肌目が粗くて全体に毛が密生している。
この科はかつてはオニヤンマ亜科 Cordulegastrinae とミナミヤンマ亜科 Chlorogomphinae に分けられていたが、現在はそれぞれ独立した科とされる。前者は両複眼が接していること、メスの産卵弁が発達しており尾の先端から突き出すことなどの特徴を持ち、後者では複眼は接しておらず、産卵弁が目立たないのとはっきりした対称をなしている。
オニヤンマ科は世界に3属51種ほどがあり、日本からは1属2種が知られる。

## 分類
オニヤンマ科は、ミナミヤンマ科とNeopetaliidae（南米に生息する一属一種のみからなる）とともに3科でオニヤンマ上科に分類されている。
- オニヤンマ科 Cordulegastridae
  - オニヤンマ Anotogaster sieboldii
  - ヒロオビオニヤンマ A. klossi
  - Cordulegaster
  - Neallogaster

- ミナミヤンマ科 Chlorogomphidae
  - オキナワミナミヤンマ Chlorogomphus brevistigma okinawensis
  - カラスヤンマ C. brunneus brunneus
  - ミナミヤンマ C. brunneus costalis
  - アサトカラスヤンマ C. brunneus keramensis
  - イリオモテミナミヤンマ C. iriomotensis